# Four Nations Chess League 1993/94
Die Saison 1993/94 war die erste Spielzeit der Four Nations Chess League (4NCL). Mit den Invicta Knights Maidstone, Barbican Chess Club, Covent Garden, Slough, den North West Eagles und Bristol waren sechs Mannschaften am Start, die ein doppeltes Rundenturnier bestritten. Erster Sieger der 4NCL wurden die Invicta Knights Maidstone, die einen Punkt Vorsprung auf den Mitkonkurrenten Barbican Chess Club aufwiesen.
Ein Abstieg war in dieser Saison nicht vorgesehen.
Zu den Mannschaftskadern siehe Mannschaftskader der Four Nations Chess League 1993/94.

## Termine und Spielorte
Die Wettkämpfe fanden statt am 2. und 3. Oktober, 27. und 28. November 1993, 22. und 23. Januar, 19. und 20. März, 7. und 8. Mai 1994. Die ersten beiden Runden wurden in London ausgerichtet, die dritte und vierte in Bolton, die fünfte und sechste in Cheltenham, die siebte und achte in Liverpool und die beiden letzten in Maidstone.

## Abschlusstabelle
| Pl. | Verein                    | Sp | G | U | V | MP   | Brett-P.  |
| --- | ------------------------- | -- | - | - | - | ---- | --------- |
| 01. | Invicta Knights Maidstone | 10 | 7 | 1 | 2 | 15:5 | 47,0:33,0 |
| 02. | Barbican Chess Club       | 10 | 7 | 0 | 3 | 14:6 | 51,0:29,0 |
| 03. | Covent Garden             | 10 | 4 | 1 | 5 | 9:11 | 31,0:49,0 |
| 04. | Slough                    | 10 | 3 | 2 | 5 | 8:12 | 37,5:42,5 |
| 05. | North West Eagles         | 10 | 3 | 1 | 6 | 7:13 | 37,5:42,5 |
| 06. | Bristol                   | 10 | 3 | 1 | 6 | 7:13 | 36,0:44,0 |

## Entscheidungen
|  | Britischer Meister: Invicta Knights Maidstone |
|  | Absteiger: keiner                             |

## Kreuztabelle
| Ergebnisse | Ergebnisse                | 01. | 01. | 02. | 02. | 03. | 03. | 04. | 04. | 05. | 05. | 06. | 06. |
| ---------- | ------------------------- | --- | --- | --- | --- | --- | --- | --- | --- | --- | --- | --- | --- |
| 01.        | Invicta Knights Maidstone |     |     | 3   | 5½  | 4   | 4½  | 5   | 5   | 4½  | 3½  | 7   | 5   |
| 02.        | Barbican Chess Club       | 5   | 2½  |     |     | 7   | 7½  | 6   | 3   | 4½  | 7½  | 3½  | 4½  |
| 03.        | Covent Garden             | 4   | 3½  | 1   | ½   |     |     | 4½  | 4½  | 3   | 4½  | 4½  | 1   |
| 04.        | Slough                    | 3   | 3   | 2   | 5   | 3½  | 3½  |     |     | 4   | 4½  | 4   | 5   |
| 05.        | North West Eagles         | 3½  | 4½  | 3½  | ½   | 5   | 3½  | 4   | 3½  |     |     | 6   | 3½  |
| 06.        | Bristol                   | 1   | 3   | 4½  | 3½  | 3½  | 7   | 4   | 3   | 2   | 4½  |     |     |

Anmerkung: An erster Stelle steht jeweils das Ergebnis des Hinspiels, an zweiter Stelle das des Rückspiels.

## Die Meistermannschaft
| 1.            | Invicta Knights Maidstone |
| Schachfiguren | Matthew Sadler, Christopher Ward, Alexei Iwanow, John Emms, Daniel King, Dharshan Kumaran, Neil McDonald, Philip Morris, Simon Bibby, Gary Clark, Christopher Martin Cooley, Clifford Chandler, Alan Hanreck, Anthony Stebbings, Andrew Mack, Neil Dickenson, John Sugden, Harriet Hunt, Ian Watson, S. C. Scott. |